# Larceveau-Arros-Cibits
Larceveau-Arros-Cibits (baskisch Larzabale-Arroze-Zibitze) ist eine französische Gemeinde mit 446 Einwohnern (Stand 1. Januar 2022) im Département Pyrénées-Atlantiques in der Region Nouvelle-Aquitaine. Die Gemeinde gehört zum Arrondissement Bayonne und zum Kanton Pays de Bidache, Amikuze et Ostibarre (bis 2015: Kanton Iholdy).
Die Bewohner werden Larzabaldar, Arroztar oder Zibiztar genannt.

## Geographie
Larceveau-Arros-Cibits liegt ca. 60 km südöstlich von Bayonne im historischen Landstrich Ostabarret (baskisch Oztibarre) der historischen Region Nieder-Navarra im französischen Teil des Baskenlands.
Umgeben wird Larceveau-Arros-Cibits von den Nachbargemeinden:
| Lantabat         |                                             | Ostabat-Asme |
| Ainhice-Mongelos | Kompassrose, die auf Nachbargemeinden zeigt | Juxue        |
| Gamarthe         | Ibarrolle                                   | Bunus        |

Larceveau-Arros-Cibits liegt im Einzugsgebiet des Flusses Adour.
Einer seiner Zuflüsse, die Bidouze, durchquert das Gebiet der Gemeinde ebenso wie ihr Nebenfluss
- Artikaitéko Erreka mit seinen Nebenflüssen
  - Erreka Handia und
  - Arlako Erreka.[2]

## Geschichte
An der Grenze zur Nachbargemeinde Lantabat auf dem Gazteluzahar (479 m) befindet sich eine archäologische Fundstätte mit einem frühgeschichtlichen Ringwall, der eine frühe Besiedelung des Gebiets belegt.
Repräsentanten des Königreichs Navarra gründeten zu Beginn des Mittelalters die Gemeinde Larceveau als Bastide, um ihre Präsenz am Jakobsweg nach Santiago de Compostela zu zeigen. 1119 wurde sie in der Form Larçabal erstmals im Zusammenhang mit der Pilgerherberge erwähnt, abhängig vom Grundherr Sault von Cibits. Von 1199 an empfing das Dorf Utxiat die Pilger auf dem Jakobsweg. Eines der bedeutendsten Priorate und Hospitäler der Region, Sainte-Madeleine, wurde 1227 erstmals erwähnt. Daneben versammelten sich die Stände von Navarra regelmäßig in diesem Weiler. 1343 zählte Utxiat 23 Einwohner, hauptsächlich Laien, die Arbeiten im Priorat verrichteten. Angebunden an die Kirche von Utxiat, war Cibits dennoch eine eigenständige Pfarrgemeinde mit einer Pilgerherberge und einem Friedhof am Jakobsweg.
Sowohl Larceveau als auch Cibits und Arros wurden 1570 während der Hugenottenkriege verwüstet. Das Priorat von Utxiat wurde zur gleichen Zeit erst geplündert und dann in Brand gesteckt. Seine Funktion als Hospital wurde per Erlass des französischen Königs Ludwig XVI. im November 1784 zugunsten des Hospitals von Saint-Palais aufgehoben. In den Wirren der Französischen Revolution wurden die Gebäude des ehemaligen Priorats und Hospitals in Brand gesteckt, die Laienmitarbeiter wurden Besitzer ihrer Bauernhöfe im Juni 1795.
Larceveau wurde bei der Neueinteilung der Territorien zu Beginn der Französischen Revolution Hauptort eines Kantons, bevor die Gemeinde 1801 im Kanton Iholdy aufging. Utxiat wurde zwischen 1790 und 1794 in die Gemeinde Larceveau eingegliedert. Die ehemaligen Gemeinden Arros und Cibits fusionierten am 20. Juni 1842 mit der Gemeinde Larceveau zur neuen Gemeinde Larceveau-Arros-Cibits.
Toponyme und Erwähnungen von Larceveau waren:
- Larsaval und Larseval (1119 bzw. 1167, Manuskriptsammlung von André Duchesne, Band 114, Blatt 32 und 35),
- Larsaval (1120),
- Sanctus Vicentius de Larcevau (1160),
- Larceval (1167),
- Larçabau (1292, 1350, 1413),
- Larssabau (1477, Verträge von Ohix, Notar von Soule, Blatt 51),
- Larcabau (1513, Urkunden aus Pamplona),
- Larsabau (1518, Kapitel von Bayonne),
- Larçaval, Larçabal und Larzabal (1621, nach Martin de Viscay),
- Larcebeau (1750, Karte von Cassini),
- Larceveau (1793, Notice Communale),
- Larcevau (1801, Bulletin des lois) und
- Larceveau (1863, Dictionnaire topographique du département des Basses-Pyrénées).[7][8][9][6]

Toponyme und Erwähnungen von Arros waren:
- Arrosium (1100),
- Arros (1350) und
- Arros (1750, Karte von Cassini).[8][9]

Toponyme und Erwähnungen von Cibits waren:
- Sevis (1150),
- Sanctus Andreas de Civiz (1160),
- Siviç (1350),
- Çibitz (1413),
- Sent Andriu de Cibitz (1472, Notare von Labastide-Villefranche, Nr. 2, Blatt 22),
- Civitiz (1513, Urkunden aus Pamplona) und
- Cibits (1750, Karte von Cassini).[8][7][9]

Toponyme und Erwähnungen von Utxiat waren:
- Uxiat (1227, Gallia Christiana),
- La Magdelene de l’espitau d’Utsiat (1441, Notare von Labastide-Villefranche),
- Uxat (1488, Notare von Pau),
- Uciat (1513, Urkunden aus Pamplona),
- Utziate (1621, nach Martin de Viscay),
- Utxiat (1750, Karte von Cassini),
- Utxiat (1793, Notice Communale) und
- Utziat (1863, Dictionnaire topographique Béarn-Pays basque).[8][7][9][10]

### Wappen

Wappen von Larceveau-Arros-Cibits

Das Wappen der Gemeinde Larceveau-Arros-Cibits lässt sich nach Guy Ascarat, Heraldiker und Historiker, folgendermaßen interpretieren.
Die Felder des Wappens sind Wappen der verschiedenen Adelshäuser der Gemeinde:

links oben: La Salle (Larceveau),

linke Hälfte von rechts oben: La Salle de Murulu (Arros),

rechte Hälfte von rechts oben: Pedro (Arros),

links unten: Dona Maria (Lacerveau) und

rechts unten: La Salle de Sault (Cibits).

### Einwohnerentwicklung
Nach einem Höchststand von fast 800 Einwohnern in der Mitte des 19. Jahrhunderts fiel die Einwohnerzahl bis zu den 1870er Jahren auf ein Niveau von rund 500 zurück, bis zu den 1940er Jahren noch einmal um rund 100 auf ein Niveau von rund 400 Einwohnern zurück, das bis heute gehalten wird.
| Jahr      | 1962 | 1968 | 1975 | 1982 | 1990 | 1999 | 2006 | 2009 | 2022 |
| --------- | ---- | ---- | ---- | ---- | ---- | ---- | ---- | ---- | ---- |
| Einwohner | 452  | 394  | 388  | 424  | 406  | 395  | 407  | 403  | 446  |

## Sehenswürdigkeiten

### Bauwerke

#### Pfarrkirche von Larceveau

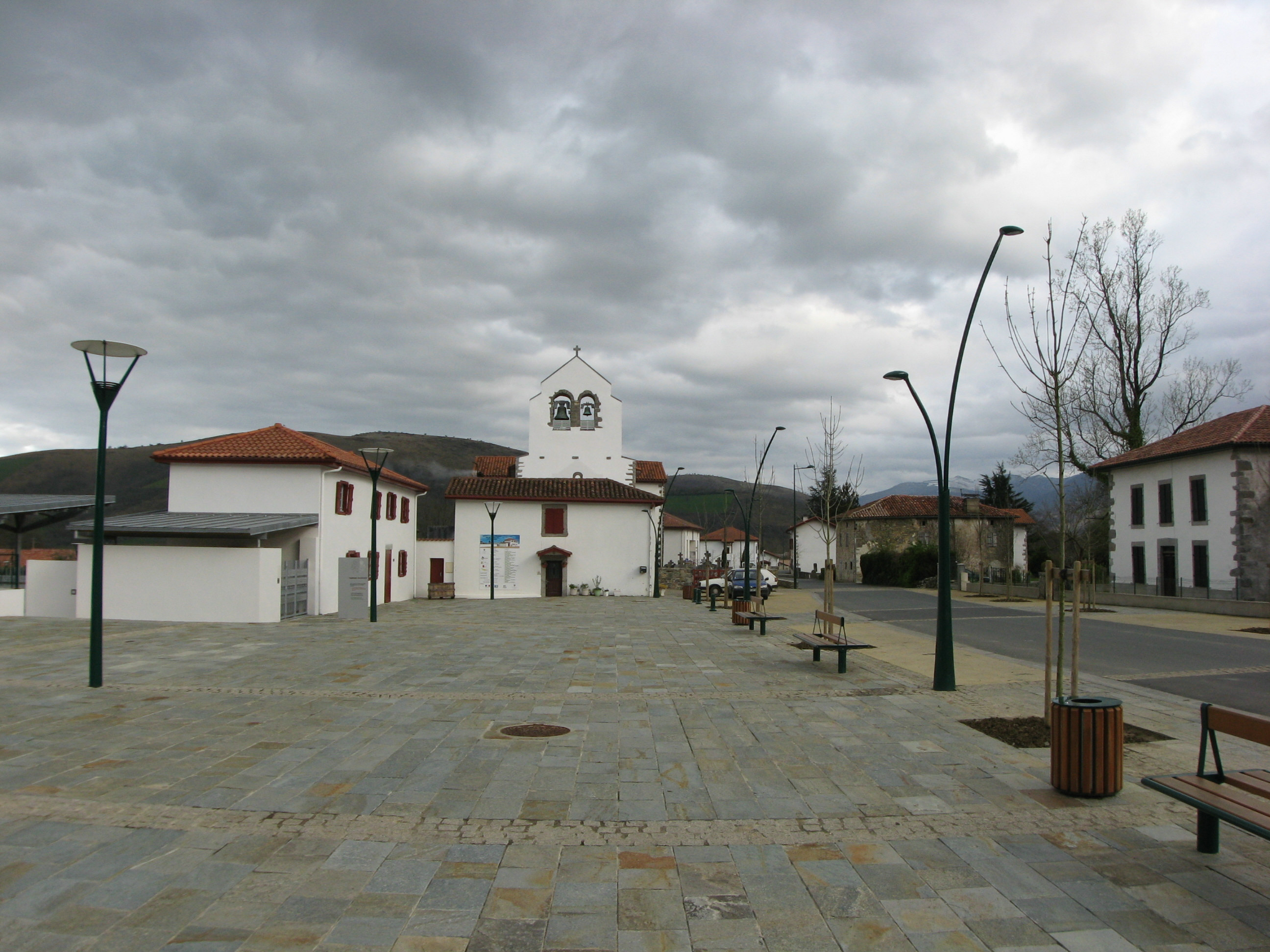
Pfarrkirche Saint-Laurent in Larceveau

Sie ist Laurentius von Rom gewidmet. Anlässlich des Durchzugs von Pilgern auf ihrem Weg nach Santiago de Compostela wurde die erste Kirche vermutlich im Mittelalter gebaut. In den Hugenottenkriegen im 16. Jahrhundert wurde sie vollständig zerstört, und die heutige Kirche wurde 1854 an anderer Stelle neu gebaut. Ihr Grundriss stellt ein lateinisches Kreuz dar mit einem einschiffigen Langhaus einer Länge von zwei Jochen und von zwei Seitenkapellen, die ein falsches Querschiff bilden.  Eine flache Apsis bildet den Abschluss. Das Langhaus besitzt ein falsches Tonnengewölbe, die Apsis ein falsches Kreuzgratgewölbe. Eine gerade Treppe aus Holz am Eingang der Kirche führt zu den Emporen im Langhaus und in den Kapellen, deren Plätze wie bei den meisten baskischen Kirchen traditionell den Männern während einer Messe vorbehalten sind.
Neben der Kirche ist eine scheibenförmige Grabstele, Hilarri genannt, aus dem angrenzenden Friedhof in der Erde aufgestellt. Die ältesten Stelen des Baskenlands datieren aus dem 16. und 17. Jahrhundert, einige können sogar älter sein, wie diese an der Pfarrkirche in Larceveau. Die Inschrift des trapezförmigen Unterbaus ist heute nicht mehr lesbar. Den Scheibenaufsatz bedeckt ein fünfzackiger Stern zusammen mit drei Rosetten und einem Blatt mit Stiel in vier der fünf Zwischenräume zwischen den Zacken. Dieses strahlenförmige Motiv ist im Baskenland weit verbreitet, es ist auch auf Tür- oder Fensterstürzen oder auf Möbelstücken zu finden.

#### Pfarrkirche von Cibits
Sie ist dem Apostel Andreas geweiht. Eine Kirche in der Namensform sanctus andreas de civiz wird im Livre rouge (deutsch Rotes Buch), einer Sammlung von Dokumenten des 11. und 12. Jahrhunderts der Kathedrale von Dax, erwähnt. Im 19. Jahrhundert fanden Umbauten statt, bei denen der Glockenturm und möglicherweise der Vorbau und die Sakristei errichtet wurden. Während des 20. Jahrhunderts wurde das Gotteshaus restauriert und instand gehalten. Der Vorbau steht nach drei Seiten offen mit Durchgängen in Rundbogenform. Eine Grabplatte ist unter dem Vorbau im Boden eingelassen, die mit einem Kruzifix und zwei strahlenförmige Motiven verziert ist, der untere Teil mit sich kreuzenden Balken besetzt. Die Inschrift, die den größten Teil der Stele bedeckt, gibt die Identität des Verstorbenen preis, gibt aber keinerlei Aufschluss über seinen sozialen Status innerhalb der Gemeinde. Er besagt, dass Detchebers Chrisogon am 20. Februar 1837 im Alter von 83 Jahren verstarb. Traditionell werden bedeutsame und vermögende Personen oder Priester auf diese Art bestattet. Der Vorbau ist an eine Fassade angebaut, die in den Glockenturm übergeht, der einen polygonalen, mit Schiefer gedeckten Helm trägt. Das einschiffige Langhaus mit einer Länge von zwei Jochen ist im Innern gedeckt von einem falschen Tonnengewölbe aus Holz und ist mit Emporen aus Holz ausgestattet, die über eine gerade, gemauerte Außentreppe erreichbar sind. Die Sakristei auf rechteckigem Grundriss ist im Osten an die flache Apsis gebaut.
Auch bei dieser Kirche sind Hilarri tief in die Erde eingegraben und an der Kirchenwand ausgestellt. Die Scheibe einer dieser Stelen ist mit einem fünfzackigen Stern ausgefüllt, in dessen Mitte ein Tatzenkreuz in einem Kreis eingraviert ist. Lilien füllen die Aussparungen zwischen den Zacken dieses Sterns aus. Die Grabstele stammt ursprüngliche aus dem Friedhof von Arros, der aufgegeben wurde. Sie wurde 1960 auf Veranlassung vom früheren Bürgermeister Emmanuel Lartique an diese Stelle verbracht ebenso wie ein Flurkreuz, das die Jahreszahl 1786 auf seinen beiden Armen verteilt trägt. Im Kreuzungspunkt der Arme ist ein Strahlenkranz eingraviert, Symbol der Eucharistie und der göttlichen Präsenz, der Fuß ist mit einem zahnfömigen Motiv verziert.

#### Herrenhaus Dona Maria
Das ursprüngliche Gebäude ist als Festes Haus zwischen dem 13. und dem 14. Jahrhundert abseits des Zentrums der Gemeinde neben der ehemaligen Kapelle Sainte-Marie de Bulunza gebaut worden. Im Register von 1365 wird es als Adelssitz unter dem Namen lostau de santa maria erwähnt. Der Standort der Kapelle ist in der Karte von Cassini eingetragen, im Kataster von 1832 wird sie als zerstört gelistet. Pero Sanz de Leizarazu war im Jahre 1376 der Eigentümer des Hauses. Im Jahre 1762 ist ein Nebengebäude errichtet worden für die Unterbringung des Personals, was eine entsprechende Inschrift FAIT L’AN 1762 auf dem Schlussstein des Eingangs zusammen mit einer Verzierung mit einem Kreuz und vier Rosetten belegt. Im 18. Jahrhundert wurden umfangreiche Umbaumaßnahmen getroffen, die das Feste Haus in ein einfaches Herrenhaus verwandelten und ihm den Verteidigungscharakter nahmen. Im 19. Jahrhundert wurde das Haus renoviert und im Hinblick auf die Anforderungen einer landwirtschaftlichen Nutzung angepasst. Ein Stall und ein Haus für den Pachtbauer wurden in jener Zeit hinzugefügt. Das heutige Herrenhaus zeigt allerdings immer noch seine robuste Struktur und drei Schießscharten in der östlichen Wand als Zeugen seiner ursprünglichen Funktion. Es befindet sich in Privatbesitz, ist immer noch bewohnt und im 21. Jahrhundert renoviert worden.

#### Bauernhof in Cibits

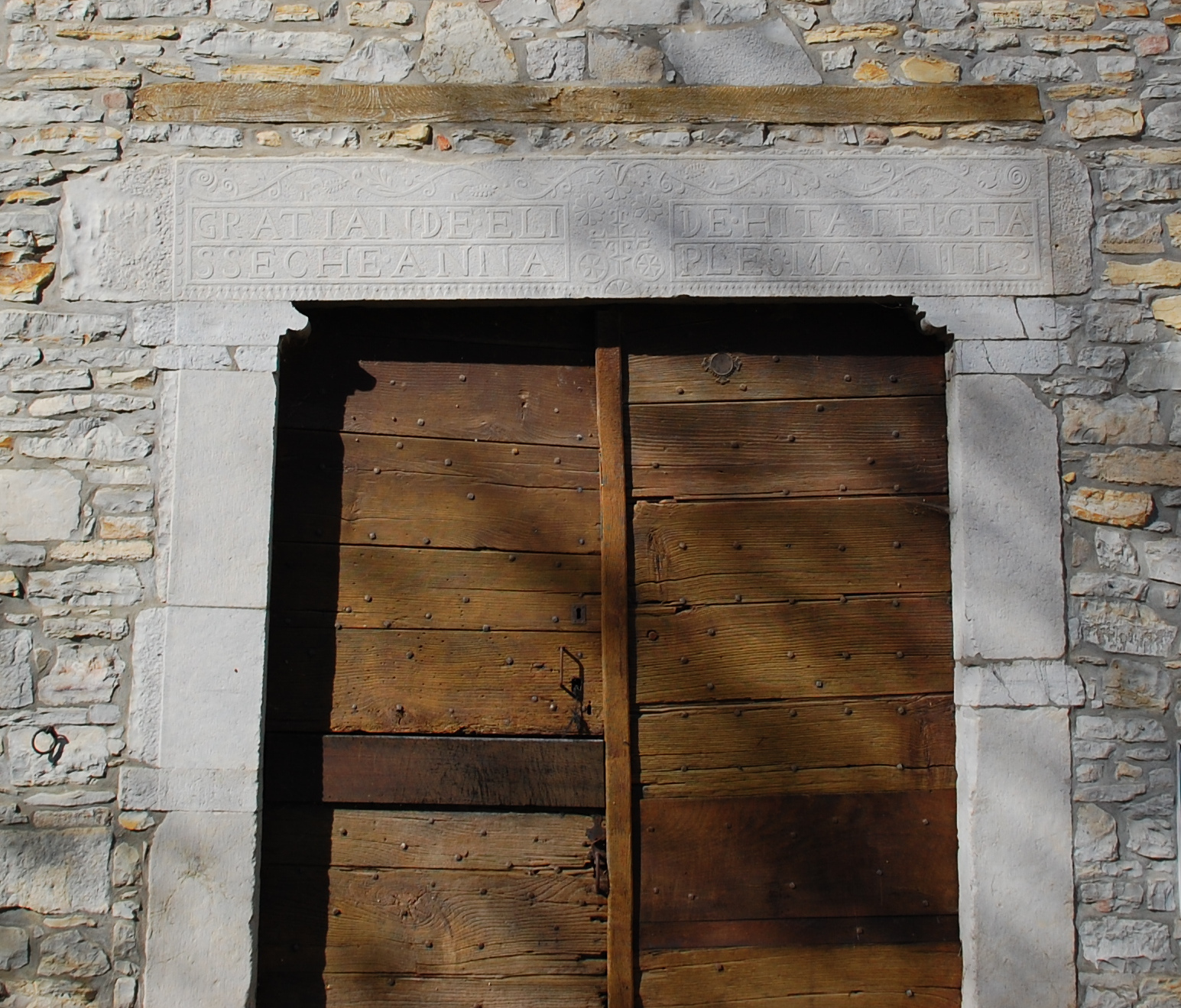
Türsturz eines Bauernhofs in Cibits

An der Bauweise der meisten Bauernhäusern im französischen Baskenland ist erkennbar, in welcher historischen Provinz, Labourd, Nieder-Navarra oder Soule sie sich befinden. Manchmal vermischen sich jedoch die Einflüsse, wie bei einem Bauernhaus in Cibits, dessen Fassade auf den ersten Blick wie andere Gebäude des Nieder-Navarra aussieht. Die Einflüsse der Bauweise der Soule lassen sich an einer von Steinen umrahmten Toreinfahrt erkennen, die zum eskaratz führt, einem zentralen Eingangsbereich, von dem alle anderen Räume der Wohn- und Arbeitsbereiche zugänglich sind. Außerdem ist der Stall vom Wohnbereich separiert im hinteren Bereich des Bauernhofs errichtet. Der Zugang vom Bauernhaus zum Stall erfolgt vom hinteren Bereich des eskaratz. Inschriften auf Tür- oder Fensterstürzen dienen im Baskenland nicht nur zur Verzierung, sondern generell der Personalisierung der Häuser. Der Türsturz dieses Bauernhauses verrät mit seiner Inschrift die Namen der Besitzer Gratian Eliache (1645–1782), Anne Hitateguy (1702–1775) und Charles Massun mit den Angaben „GRATIAN DE ELISSECHEANA“ und „DE HITATEI CHARLES MASUN 1743“. In der Mitte des Sturzes ist ein mit Schwertlilien verziertes Kreuz zu erkennen, das von vier verschiedenen Rosetten umgeben ist. Der oberste Teil ist bedeckt mit einer Pflanzengirlande und pickenden Vögeln.

#### Bauernhof Jauregia
Das Haus Jauregia ist als Adelssitz im Register des Königreichs Navarra von 1365 in der Form lasale de larcabau erwähnt. Im Jahre 1591 ist das Haus in ein Bauernhaus umgewandelt worden, wie die entsprechende Jahreszahl auf dem Schlussstein des Rundbogens der Eingangstür bestätigt. Im 19. Jahrhundert sind außer dieser Tür aller Fenster und Türen mit Holzeinfassungen versehen worden. Das Küchenfenster ist verkleinert worden, und ein Weinlager ist angebaut worden. Die für die Region typischen Holzlatten auf der Fassaden bedecken die erste Etage und das Dachgeschoss. Die innere Aufteilung in drei Bereiche ist noch heute präsent. Der eskaratz führt zur Küche auf der linken und zum ehemaligen Stall auf der rechten Seite des Hauses. In der Küche sind ursprüngliche Elemente wie der Kamin mit Kragsteinen und Gewänden, eine Kochstelle unter dem Fenster und das Waschbecken erhalten geblieben. Am Ende des eskaratz führt eine Wendeltreppe aus Holz zu dem Wohnbereich der ersten Etage, von dort führt eine gerade Holztreppe in das Dachgeschoss. Im Hof komplettieren eine Scheune, ein Stall und ein Hühnerstall die Ausstattung des Bauernhofs, der noch heute bewohnt ist. Ein früherer Stall ist in eine Apotheke verwandelt worden.

#### Bauernhof Zaldua

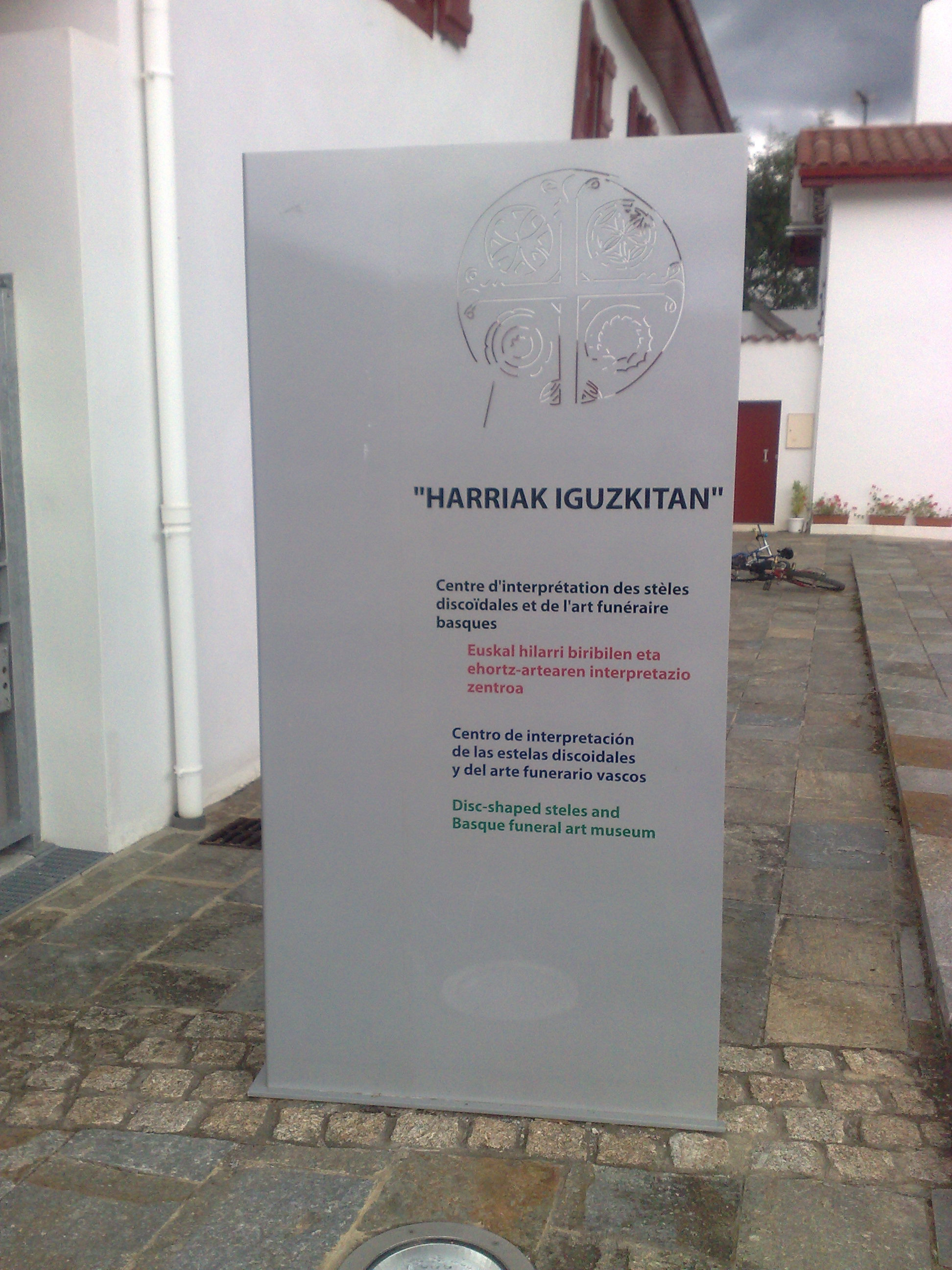
Interpretationszentrum der baskischen Grabstelen und der baskischen Bestattungskunst in Larceveau

Im Ortsteil Zaldua im südlichen Bereich des heutigen Gemeindegebiets von Larceveau-Arros-Cibits wurde am Ende des 13. oder zu Beginn des 14. Jahrhunderts ein Festes Haus auf einem Erdhügel, von einem Graben umrundet, errichtet. Es umfasste im 14. Jahrhundert alle Häuser der „Neustadt“ von Larceveau und stellte das bedeutendste Landgut des Ostabarrets dar. In den Registern des Königreichs Navarra von 1365 und 1412 wurde es in der Form la sal de saut als Adelssitz der Pfarrgemeinde Cibits erwähnt. Ein Mauerwerk mit einer Stärke von 1,50 Metern und Schießscharten ermöglichten eine Verteidigung für einige Stunden gegen eine kleine feindliche Truppe. Zwischen 1933 und 1939 wurde das Haus in ein Bauernhaus umgewandelt mit den im Baskenland wichtigen Elementen wie dem eskaratz, einem Dachboden und einem Viehstall mit Heuboden. Die Höhe des Hauses wurde gleichzeitig um zwei Meter verkleinert. Ein Schild unter dem Dach des Stalls zeigt die Jahreszahl „1933“ und ein weiteres Schild über der Eingangstür zum Wohnbereich trägt die Inschrift „FAIT BATIR PAR MARTIN ET GRACIEUSE OYHENART 1939“. Ein Kreuz, umgeben von zwei Sternen und einem Herzen, ist im Schlussstein des Rundbogens eingraviert.

#### Überreste des Priorats von Utxiat
Die Wassermühle und die beiden Wohngebäude sind heute die letzten Überreste des Priorats.

### Museen

#### Interpretationszentrum der baskischen Grabstelen und der baskischen Bestattungskunst
Eine Sammlung von rund 100 baskischen Grabstelen, die in den 1950er Jahren geborgen wurden, ist in einem Außen- und einem Innenbereich ausgestellt, um der Öffentlichkeit die Arbeiten der Steinmetze und den Glauben und die Beerdigungsriten früherer Zeiten zu erläutern. Tafeln und kurze Videos auf Französisch, Englisch, Baskisch und Spanisch erklären den ethnografischen und geografischen Kontext sowie die soziale und geistige Dimension. Der Zutritt ist frei; Besucher wenden sich an das Rathaus oder an die Händler des Ortes, um eine Magnetkarte für den Eintritt zu erhalten.

## Wirtschaft und Infrastruktur

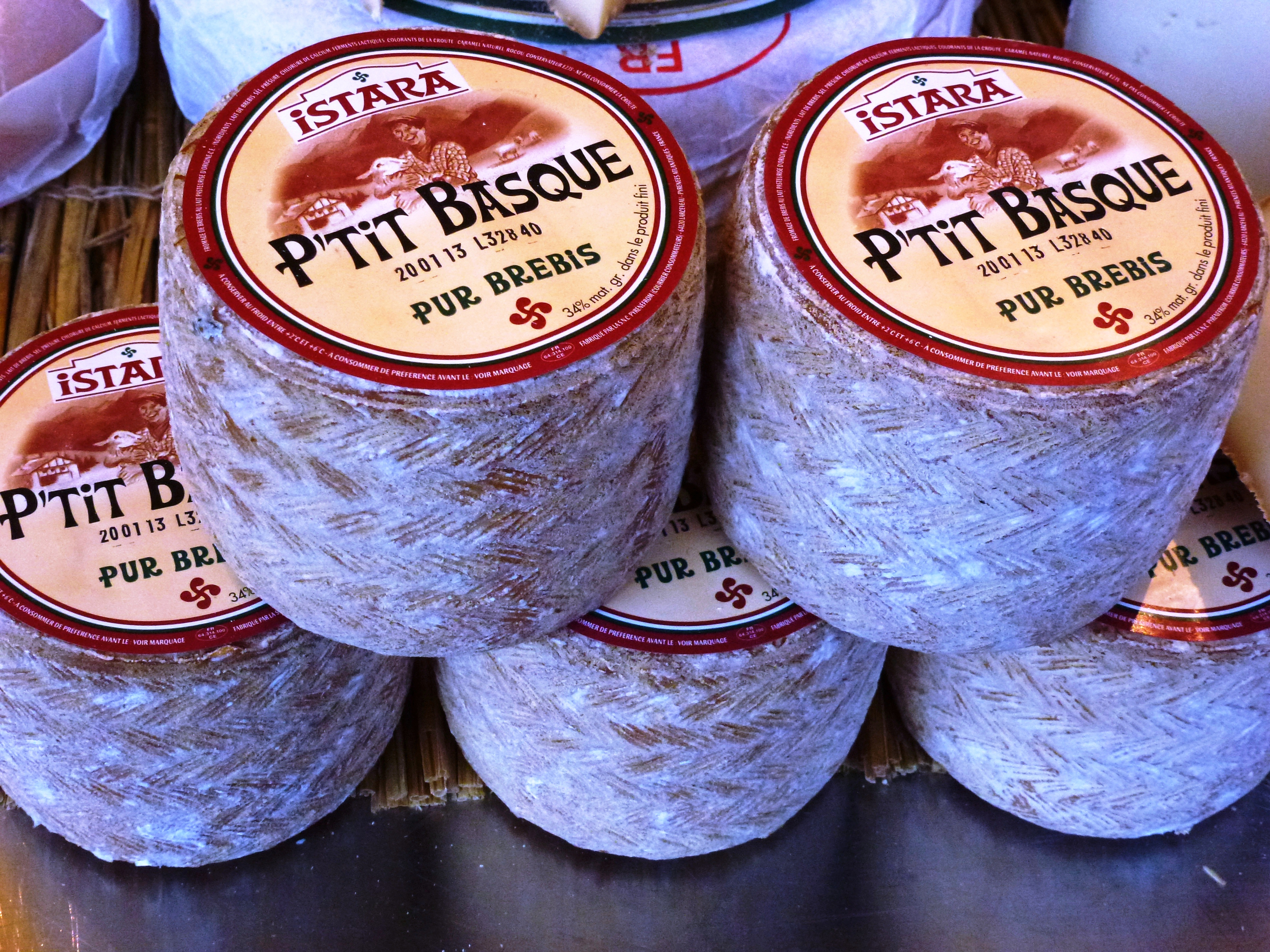
Käse der Käserei „Istara“ auf einem Markt in Paris

Die Landwirtschaft ist traditionell ein wichtiger Wirtschaftsfaktor der Gemeinde, aber der Dienstleistungssektor ist ebenfalls stark vertreten.
Larceveau-Arros-Cibits liegt in den Zonen AOC des Ossau-Iraty, eines traditionell hergestellten Schnittkäses aus Schafmilch, sowie der Schweinerasse und des Schinkens „Kintoa“.  Seit 1964 produziert die Käserei „Istara“ in Larceveau u. a. diese Käsesorte. Die Milch wird dabei von mehr als 500 kleinen Höfen im Umkreis von 30 km eingesammelt.

### Bildung
Die Gemeinde verfügt über eine private Vorschule, eine öffentliche Grundschule und das private Collège „Manex Erdozaintzi Etxart“.

Logo des Jakobswegs

### Sport und Freizeit
Der Fernwanderweg GR 65 von Genf nach Roncesvalles führt durch die Gemeinde. Er folgt der Via Podiensis, einem der vier historischen Jakobswege.
Der Rundweg Gazteluzahar mittleren Schweregrades mit einer Länge von 9 km und einem Höhenunterschied von 310 m startet und endet an der Pfarrkirche von Larceveau und führt u. a. zur archäologischen Fundstätte auf dem Gazteluzahar.

### Verkehr
Larceveau-Arros-Cibits ist angeschlossen an die Routes départementales 918 (ehemalige Route nationale 618) und 933 (ehemalige Route nationale 133) und ist über eine Linie des Busnetzes Transports 64 mit anderen Gemeinden des Départements verbunden.